# 산타로사주머니쥐
산타로사주머니쥐(Monodelphis sanctaerosae)는 주머니쥐과에 속하는 남아메리카 주머니쥐의 일종이다. 볼리비아 동부 산타크루스 주에서 발견된다. 작은 주머니쥐로 몸길이가 108mm로 길고, 꼬리는 60mm, 몸무게는 23g 정도이다. 귀에는 털이 없다. 비교적 최근에 발견되어 아직 보전 상태 등급이 평가되지 못한 상태이다.